# 戸嶋秀夫
戸嶋 秀夫（としま ひでお、1954年8月11日 - 2014年6月28日）は、日本の元ラグビー選手。

## プロフィール
- 秋田県出身。
- 主なポジションは、ウィング(WTB)、フルバック(FB)。
- 日本代表キャップは14。
- 実兄の文夫も元ラグビー選手。

## 来歴
金足農業高校から日本大学を経て、当初は秋田市役所に加入したが、後に東芝府中に移籍。
1979年の対ケンブリッジ大学戦が、日本代表として初のキャップ試合。
戸嶋といえば現役時代は、即、タックルマンと形容されるほどの選手で、それを最も表すのが1984年度の全国社会人ラグビーフットボール大会（以下、全国社会人大会）準決勝の対新日鐵釜石（以下、釜石）戦。東芝府中の及川紳一が放ったハイパントを追っている最中に、釜石の谷藤尚之と金野年明の二人をまとめて一撃で倒し、その後のトライに繋げた。
その後、一旦は現役を退いたものの、1987年度の全国社会人大会開幕直前になって再び現役に復帰。同年度同大会の1回戦で、神戸製鋼と対戦した東芝府中は、ノーサイド寸前まで10－15でリードを許していたが、左サイドを抜けた戸嶋が、敢えて自らトライを取りにいかず、中央へとパス。結果、ゴールポスト際にトライした東芝府中は、その後のコンバージョンも決め、16－15で劇的な逆転勝利を収めた。そしてこの余勢をかって、東芝府中はその後、悲願の全国社会人大会初優勝を果たした。
その後、東芝府中の監督を務めた。

## 参考資料
- 皇族も愛した名ウイングの訃報 2014年07月03日 - 東京スポーツ
- ラグビー日本代表 激闘の記憶（ベースボールマガジン社）の65ページ